# Метрополитен Белу-Оризонти

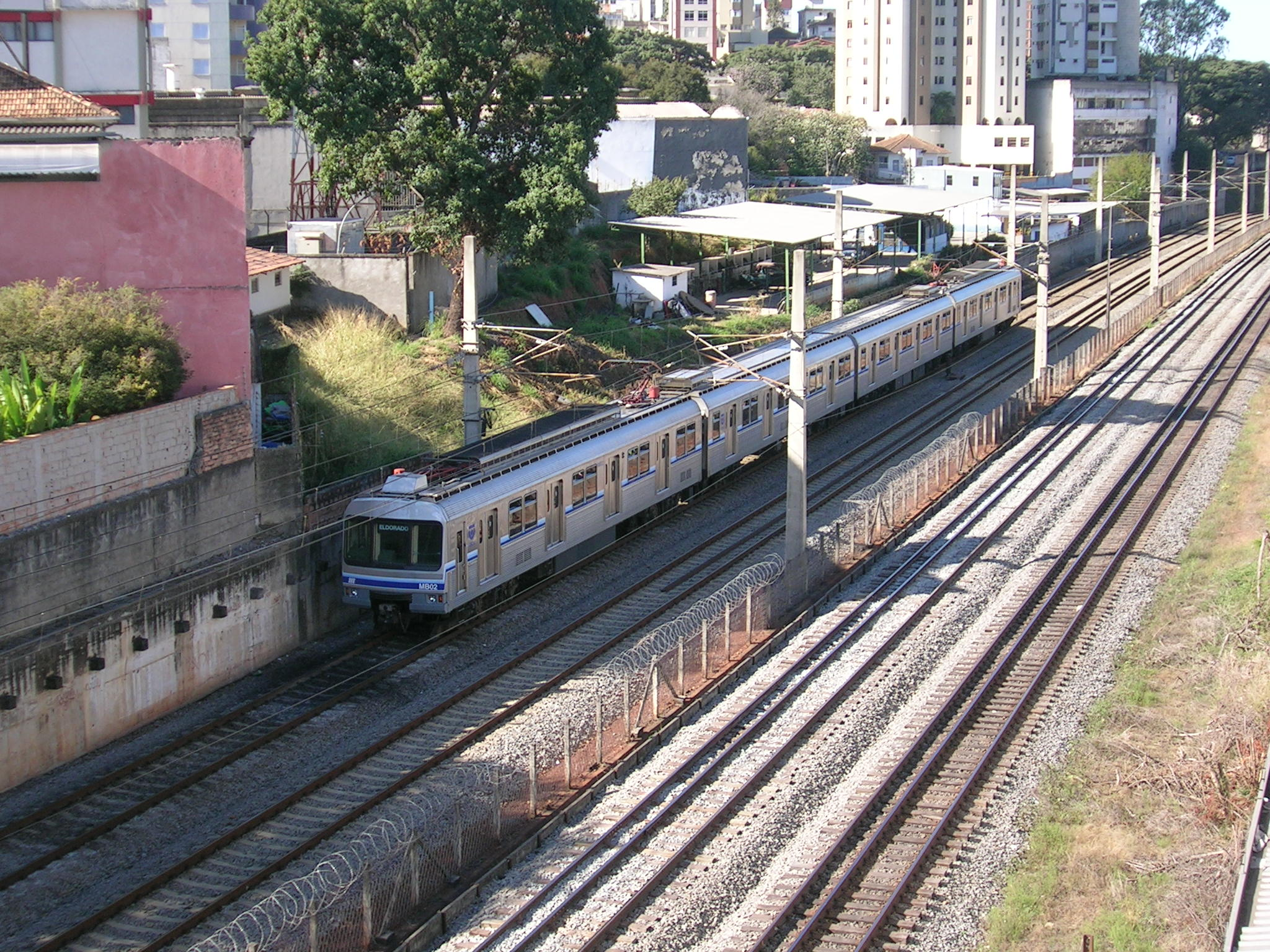
Метропоезд

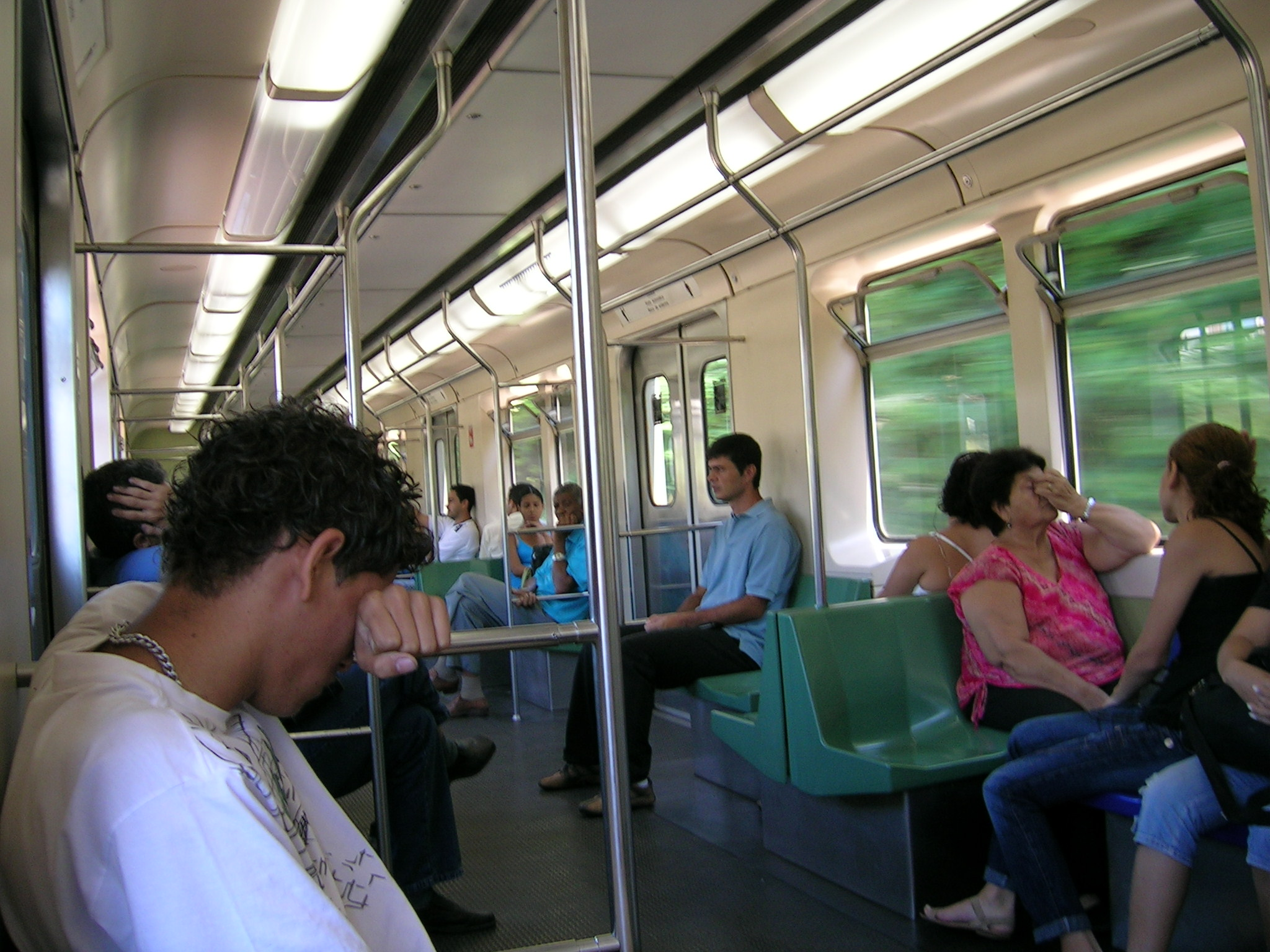
В вагоне метро

Метрополитен Белу-Оризонти (порт. Metrô de Belo Horizonte) — метрополитен города Белу-Оризонти, столицы бразильского штата Минас-Жерайс. Первый участок «Элдораду» — «Лагоинья» протяжённостью 10,8 км с 6 станциями открылся 1 августа 1986 года. Сегодня система состоит из 19 станций на одной наземной линии протяжённостью 28,2 км, пересекающей город с запада на северо-восток. Управляется Бразильской компанией городских поездов (CBTU).

## История
Коммерческая эксплуатация метрополитена Белу-Оризонти началась 1 августа 1986 года. В то время линия состояла из 6 станций («Элдораду» — «Лагоинья»), имела длину 10,8 км и обслуживалась всего тремя поездами. В 1987 году была добавлена станция «Сентрал» и ещё два поезда.
С 7 ноября 2005 года все временные станции начали работать полноценно, сформировав таким образом Линию 1 («Элдораду» — «Виларинью»).
В связи со строительством нового Административного центра правительства штата компания CBTU планирует продлить Линию 1, добавив после «Виларинью» три подземных станции: «Венда-Нова» (авеню Виларинью), «Серра-Верди» (авеню Финландия) и «Сентру-Административу».
В мае 2009 года Белу-Оризонти был выбран одним из мест проведения Чемпионата мира по футболу 2014. В числе условий было строительство метро от центра города до Пампульи/Минейрао (Линия «Савасси»— «Пампулья»).
17 сентября 2011 года президент Дилма Русеф заявила о выделении 3,16 млрд реалов на развитие и модернизацию системы. Средства планировалось направить на продление Линии 1 от района Нову-Элдораду в Контажен и на модернизацию всей ветки, включая строительство двух новых станций: «Нову-Элдораду» и «Калафате II» (Нова Суиса), причём последняя станет пересадочной на Линию 2. Также запланировано строительство веток «Калафате» — «Баррейру» (Линия 2) и «Савасси» — «Лагоинья» (Линия 3).

## Характеристики
- Ширина колеи: 1600 мм
- Напряжение: постоянный ток 3000 В (воздушная контактная сеть)
- Максимальная скорость: 80 км/ч

## Линии метро
| Линия | Маршрут              | Дата открытия  | Протяжённость (км) | Количество станций | Продолжительность поездки по маршруту | Режим работы                |
| ----- | -------------------- | -------------- | ------------------ | ------------------ | ------------------------------------- | --------------------------- |
| 1     | Элдораду ↔ Виларинью | 1 августа 1986 | 28,1               | 19                 | ---                                   | Ежедневно, с 05:45 до 23:00 |

### Перспективные линии
| Линия | Маршрут                 | Дата открытия | Протяжённость (км) | Количество станций | Продолжительность поездки (минут) | Статус        |
| ----- | ----------------------- | ------------- | ------------------ | ------------------ | --------------------------------- | ------------- |
| 2     | Баррейру ↔ Санта-Тереза | ?             | 21                 | 11                 | ---                               | Проектируется |
| 3     | Пампулья ↔ Савасси      | ?             | 12,5               | 11                 | ---                               | Проектируется |